# Campeonato Goiano de Futebol - Segunda Divisão
O Campeonato Goiano de Futebol da Divisão de Acesso, ou simplesmente Divisão de Acesso, é uma competição equivalente à segunda divisão do Campeonato Goiano de Futebol. É por meio dela que os clubes conseguem acesso para a Primeira Divisão.
A Divisão de Acesso também é conhecida como "Segunda Divisão", justamente por representar o segundo nível dos clubes e seu possível acesso a Primeira Divisão. O torneio chegou a ser chamado de Primeira Divisão na época em que o nome da divisão máxima era Divisão Especial. Com exceção do Goiás, todos os campeões goianos como Anápolis, Atlético Goianiense, CRAC, Goiânia, Goiatuba, Grêmio Anápolis, Itumbiara e Vila Nova já tiveram passagem pela competição.

## História

### Antecedentes e primeira edição: o Torneio Classificação (1959) e o Campeonato Goianiense de Futebol Amador
No início da década de 50, muitos desportistas de Goiás criticavam o futebol do estado alegando que ele estava em queda tecnicamente e moralmente. Para tentar contornar essa situação, algumas pessoas queriam que o futebol goiano, de fato, torna-se profissional e que a federação instaurasse uma 'Segunda Divisão para o campeonato goianiense.

"O que custa para vocês, dignissimos "cartolas", criarem aqui uma segunda divisão? Clubes em nossa varzea é que não faltam...Eis alguns times, senhores, que graças á abnegação de seus jogadores e aos esforços de seus dirigentes estão ainda de pé e poderão fazer bonito na 2ª divisão: Palmeiras, D.C.T, Brasil, Cem por Cento, Fluminense, Comerciarios, Sesi (Vila Nova), Escola Tecnica e muitos outros."
Em uma reunião extraordinária, ocorrida em 8 de abril de 1959, foi aprovada e regulamentada a criação de uma segunda divisão para o Campeonato Goianiense de Amadores daquele ano. O presidente da Federação Goiana de Futebol era Waldyr Castro Quinta.

LEI DESPORTIVA N. 4/59, DE 8 DE ABRIL DE 1959 Cria a Primeira e Segunda Divisão, instituindo o acesso e descenso, para disputa dos Campeonatos Goianienses de Futebol Amador.

Para decidir os times que ficariam em cada divisão foi disputado um torneio classificatório. Os cinco primeiros colocados da competição ficariam no "Grupo A" (Primeira Divisão) e os 5 últimos ficariam no "Grupo B" (Segunda Divisão). O Goiânia foi o campeão do torneio e junto com ele Atlético Goianiense, Goiás, Vila Nova e Campineira foram para a Primeira Divisão de 1959, enquanto América de Morrinhos, Ferroviário, Goianás, Santa Rita e Sírio Libanês foram para a Segunda Divisão de 1959. O campeão foi o Ferroviário conseguindo assim, o posto de "primeiro campeão goiano da segunda divisão".

## Formato da competição
Oito clubes participam da Divisão de Acesso. Durante o decorrer da temporada, cada clube joga duas vezes contra os outros (em um sistema de pontos corridos), uma vez em seu estádio e a outra no de seu adversário, em um total de 14 jogos. As equipes recebem três pontos por vitória e um por empate. Não são atribuídos pontos para derrotas.
As equipes são classificadas pelo total de pontos, depois pelo saldo de gols e, em seguida, pelos gols marcados. Em caso de empate entre dois ou mais clubes, os critérios de desempate são os seguintes: maior número de vitórias; maior saldo de gols; maior número de gols pró; confronto direto; menor número de cartões vermelhos recebidos; menor número de cartões amarelos recebidos.

## Participantes em 2023
| Equipe       | Sede                  | Em 2022  | Estádios                  | Títulos (último)   |
| Anapolina    | Anápolis              | 3º       | Jonas Duarte              | 1 (em 2013)        |
| Aparecida    | Aparecida de Goiânia  | 4º       | Anníbal Batista de Toledo | 1 (em 1999)        |
| ASEEV        | Guapó                 | 5º       | Valdir Cândido            | 0 (não possui)     |
| Centro Oeste | Senador Canedo        | 2º (3D)  | Zico Brandão              | 0 (não possui)     |
| Goiatuba     | Goiatuba              | 12º (1D) | Divinão                   | 3 (último em 2021) |
| Jaraguá      | Jaraguá               | 6º       | Amintas de Freitas        | 1 (em 2019)        |
| Jataiense    | Jataí                 | 11º (1D) | Arapucão                  | 2 (último em 2020) |
| Santa Helena | Santa Helena de Goiás | 1º (3D)  | Pedro Romualdo Cabral     | 2 (último em 2008) |

## Campeões
A primeira edição da história da Divisão de Acesso teve como campeão o Ferroviário, logo dando início à hegemonia da cidade de Goiânia na competição, que perdura até os dias de hoje. Ao todo, são dez títulos para equipes goianienses, seis para times de Rio Verde e quatro para Anápolis, Catalão e Goiatuba.
O maior vencedor da divisão de acesso é o Rio Verde, que levantou o caneco do torneio por seis vezes, em 1969, 1982, 1989, 1993, 2011 e 2016. Em seguida, vem o CRAC (1965, 2001, 2003 e 2018) e o Goiatuba (1984, 1997, 2021 e 2023) com quatro.
Ao todo, 33 clubes de 22 cidades diferentes já se sagraram campeões da Divisão de Acesso, enquanto outras seis cidades apareceram pelo menos uma vez no segundo lugar. 
| Edição                                           | Ano                                              | Campeão                                          | Vice-campeão                                     | Terceiro lugar                                   | Quarto lugar                                     |
| Campeonato Citadino de Goiânia – Segunda Divisão | Campeonato Citadino de Goiânia – Segunda Divisão | Campeonato Citadino de Goiânia – Segunda Divisão | Campeonato Citadino de Goiânia – Segunda Divisão | Campeonato Citadino de Goiânia – Segunda Divisão | Campeonato Citadino de Goiânia – Segunda Divisão |
| ------------------------------------------------ | ------------------------------------------------ | ------------------------------------------------ | ------------------------------------------------ | ------------------------------------------------ | ------------------------------------------------ |
| 1ª                                               | 1959                                             | Ferroviário                                      | Sírio Libanês                                    | Goianás                                          | América                                          |
| 2ª                                               | 1960                                             | Sírio Libanês                                    | Goianás                                          | Santa Rita                                       | Nova Vila                                        |
| 3ª                                               | 1961                                             | Santa Rita                                       | Sírio Libanês                                    | Nova Vila                                        | Grêmio Trindadense                               |
| Profissional                                     |                                                  |                                                  |                                                  |                                                  |                                                  |
| 1962–1963                                        | 1962–1963                                        | Não houve disputa.                               | Não houve disputa.                               | Não houve disputa.                               | Não houve disputa.                               |
| 4ª                                               | 1964                                             | Riachuelo                                        |                                                  |                                                  |                                                  |
| 5ª                                               | 1965                                             | CRAC                                             |                                                  |                                                  |                                                  |
| 6ª                                               | 1966                                             | Ceres                                            | Buriti                                           | Nacional                                         | Goiás                                            |
| 7ª                                               | 1967                                             | Nacional                                         | Goiás                                            | Botafogo                                         | Goianás                                          |
| 8ª                                               | 1968                                             | Ceres                                            | Rio Verde                                        | Independente                                     | Goianás                                          |
| 9ª                                               | 1969                                             | Rio Verde                                        | São Luís                                         | Goiás                                            | Santa Helena                                     |
| 1970–1979                                        | 1970–1979                                        | Não houve disputa.                               | Não houve disputa.                               | Não houve disputa.                               | Não houve disputa.                               |
| 10ª                                              | 1980                                             | Monte Cristo                                     | CRAC                                             | Mineiros                                         | Ceres                                            |
| 11ª                                              | 1981                                             | Nacional                                         | Ceres                                            | Santa Helena                                     | América                                          |
| 12ª                                              | 1982                                             | Rio Verde                                        | Santa Helena                                     | Goiatuba                                         | Goianésia                                        |
| 13ª                                              | 1983                                             | Nacional                                         | Ceres                                            | Santa Helena                                     | Goianésia                                        |
| 14ª                                              | 1984                                             | Goiatuba                                         | Monte Cristo                                     | CRAC                                             | Santa Helena                                     |
| 15ª                                              | 1985                                             | Goianésia                                        | América                                          | Jataiense                                        | CRAC                                             |
| 16ª                                              | 1986                                             | Santa Helena                                     | CRAC                                             | Novo Horizonte                                   | Jataiense                                        |
| 17ª                                              | 1987                                             | América                                          | Novo Horizonte                                   | Jataiense                                        | Mineiros                                         |
| 18ª                                              | 1988                                             | Quirinópolis                                     | Mineiros                                         | Goianésia                                        | CRAC                                             |
| 19ª                                              | 1989                                             | Rio Verde                                        | Jataiense                                        | Goianésia                                        | Pires do Rio                                     |
| 20ª                                              | 1990                                             | Anápolis                                         | Pires do Rio                                     | Ceres                                            | Piracanjuba                                      |
| 21ª                                              | 1991                                             | Piracanjuba                                      | Itumbiara                                        | Ceres                                            | Rio Verde                                        |
| 22ª                                              | 1992                                             | Ceres                                            | Inhumas                                          | CRAC                                             | Caldas                                           |
| 23ª                                              | 1993                                             | Rio Verde                                        | Goianésia                                        | São Luís                                         |                                                  |
| 24ª                                              | 1994                                             | Buritialegrense                                  | Uruaçu                                           | Cristalina                                       | Aparecidense                                     |
| 25ª                                              | 1995                                             | Bom Jesus                                        | Aparecidense                                     | Uruaçu                                           | Sudoeste                                         |
| 26ª                                              | 1996                                             | Pires do Rio                                     | São Luís                                         | Sudoeste                                         | Monte Cristo                                     |
| 27ª                                              | 1997                                             | Goiatuba                                         | Caldas                                           | Rioverdense                                      | Goianésia                                        |
| 28ª                                              | 1998                                             | Goiânia                                          | Rioverdense                                      | Goianésia                                        | Umuarama                                         |
| 29ª                                              | 1999                                             | Aparecida                                        | Goianésia                                        | Minaçu                                           | Caldas                                           |
| 30ª                                              | 2000                                             | Vila Nova                                        | Grêmio Inhumense                                 | Atlético                                         | Real Clube                                       |
| 31ª                                              | 2001                                             | CRAC                                             | Goiatuba                                         | Rio Verde                                        | Minaçu                                           |
| 32ª                                              | 2002                                             | Jataiense                                        | Anápolis                                         | Jataí                                            | Goianésia                                        |
| 33ª                                              | 2003                                             | CRAC                                             | Itumbiara                                        | Minaçu                                           | Jataí                                            |
| 34ª                                              | 2004                                             | Mineiros                                         | Aparecidense                                     | Goiânia                                          | Caldas                                           |
| 35ª                                              | 2005                                             | Atlético                                         | Rioverdense                                      | CRET                                             | Rioverdense                                      |
| 36ª                                              | 2006                                             | Goiânia                                          | Trindade                                         | Canedense                                        | Anápolis                                         |
| 37ª                                              | 2007                                             | Novo Horizonte                                   | Anápolis                                         | Nerópolis                                        | Goianésia                                        |
| 38ª                                              | 2008                                             | Santa Helena                                     | Aparecidense                                     | Nerópolis                                        | Morrinhos                                        |
| 39ª                                              | 2009                                             | Morrinhos                                        | Canedense                                        | Nerópolis                                        | Novo Horizonte                                   |
| 40ª                                              | 2010                                             | Aparecidense                                     | Goianésia                                        | Mineiros                                         | Jataiense                                        |
| 41ª                                              | 2011                                             | Rio Verde                                        | Itumbiara                                        | Mineiros                                         | Anápolis                                         |
| 42ª                                              | 2012                                             | Anápolis                                         | Grêmio Anápolis                                  | Santa Helena                                     | Mineiros                                         |
| 43ª                                              | 2013                                             | Anapolina                                        | Trindade                                         | Santa Helena                                     | Caldas Novas                                     |
| 44ª                                              | 2014                                             | Caldas Novas                                     | Itumbiara                                        | Rio Verde                                        | Iporá                                            |
| 45ª                                              | 2015                                             | Vila Nova                                        | Anápolis                                         | Iporá                                            | Goiânia                                          |
| 46ª                                              | 2016                                             | Rio Verde                                        | Iporá                                            | Novo Horizonte                                   | Grêmio Anápolis                                  |
| 47ª                                              | 2017                                             | Grêmio Anápolis                                  | Anapolina                                        | Trindade                                         | Goiânia                                          |
| 48ª                                              | 2018                                             | CRAC                                             | Novo Horizonte                                   | Goiânia                                          | Goianésia                                        |
| 49ª                                              | 2019                                             | Jaraguá                                          | Anápolis                                         | Rio Verde                                        | Morrinhos                                        |
| 50ª                                              | 2020                                             | Jataiense                                        | Itumbiara                                        | Inhumas                                          | Rio Verde                                        |
| 51ª                                              | 2021                                             | Goiatuba                                         | Morrinhos                                        | Inhumas                                          | Anapolina                                        |
| 52ª                                              | 2022                                             | Inhumas                                          | Goiânia                                          | Anapolina                                        | Aparecida                                        |
| 53ª                                              | 2023                                             | Goiatuba                                         | Jataiense                                        | Anapolina                                        | Centro Oeste                                     |
| 54ª                                              | 2024                                             | Inhumas                                          | ABECAT                                           | Anapolina                                        | Trindade                                         |
| 55ª                                              | 2025                                             | Anapolina                                        | Centro Oeste                                     | Rio Verde                                        | Trindade                                         |

- Não houve disputa nos anos 62 e 63, e nem nos anos 70.

### Títulos por equipe
| Clube           | Títulos | Anos dos Títulos                    | Vices | Anos dos Vice                 |
| --------------- | ------- | ----------------------------------- | ----- | ----------------------------- |
| Rio Verde       | 6       | 1969, 1982, 1989, 1993, 2011 e 2016 | 1     | 1968                          |
| CRAC            | 4       | 1965, 2001, 2003 e 2018             | 2     | 1980 e 1986                   |
| Goiatuba        | 4       | 1984, 1997, 2021 e 2023             | 1     | 2001                          |
| Ceres           | 3       | 1966, 1968 e 1992                   | 2     | 1981 e 1983                   |
| Nacional        | 3       | 1967, 1981 e 1983                   | 0     |                               |
| Anápolis        | 2       | 1990 e 2012                         | 4     | 2002, 2007, 2015 e 2019       |
| Jataiense       | 2       | 2002 e 2020                         | 2     | 1989 e 2023                   |
| Goiânia         | 2       | 1998 e 2006                         | 1     | 2022                          |
| Santa Helena    | 2       | 1986 e 2008                         | 1     | 1982                          |
| Inhumas         | 2       | 2022 e 2024                         | 1     | 1992                          |
| Anapolina       | 2       | 2013 e 2025                         | 1     | 2017                          |
| Vila Nova       | 2       | 2000 e 2015                         | 0     |                               |
| Aparecidense    | 1       | 2010                                | 3     | 1995, 2004 e 2008             |
| Goianésia       | 1       | 1985                                | 2     | 1993 e 1999                   |
| Novo Horizonte  | 1       | 2007                                | 2     | 1987 e 2018                   |
| Grêmio Anápolis | 1       | 2017                                | 2     | 2000 e 2012                   |
| Sírio Libanês   | 1       | 1960                                | 2     | 1959 e 1961                   |
| Monte Cristo    | 1       | 1980                                | 1     | 1984                          |
| América         | 1       | 1987                                | 1     | 1985                          |
| Pires do Rio    | 1       | 1996                                | 1     | 1990                          |
| Mineiros        | 1       | 2004                                | 1     | 1988                          |
| Morrinhos       | 1       | 2009                                | 1     | 2021                          |
| Ferroviário     | 1       | 1959                                | 0     |                               |
| Santa Rita      | 1       | 1961                                | 0     |                               |
| Riachuelo       | 1       | 1964                                | 0     |                               |
| Quirinópolis    | 1       | 1988                                | 0     |                               |
| Piracanjuba     | 1       | 1991                                | 0     |                               |
| Buritialegrense | 1       | 1994                                | 0     |                               |
| Bom Jesus       | 1       | 1995                                | 0     |                               |
| Aparecida       | 1       | 1999                                | 0     |                               |
| Atlético        | 1       | 2005                                | 0     |                               |
| Caldas Novas    | 1       | 2014                                | 0     |                               |
| Jaraguá         | 1       | 2019                                | 0     |                               |
| Itumbiara       | 0       |                                     | 5     | 1991, 2003, 2011, 2014 e 2020 |
| São Luis        | 0       |                                     | 2     | 1969 e 1996                   |
| Rioverdense     | 0       |                                     | 2     | 1998 e 2005                   |
| Trindade        | 0       |                                     | 2     | 2006 e 2013                   |
| Goianás         | 0       |                                     | 1     | 1960                          |
| Buriti          | 0       |                                     | 1     | 1966                          |
| Goiás           | 0       |                                     | 1     | 1967                          |
| Uruaçu          | 0       |                                     | 1     | 1994                          |
| Caldas          | 0       |                                     | 1     | 1997                          |
| Canedense       | 0       |                                     | 1     | 2009                          |
| Iporá           | 0       |                                     | 1     | 2016                          |
| ABECAT          | 0       |                                     | 1     | 2024                          |
| Centro Oeste    | 0       |                                     | 1     | 2025                          |

## Participações
A seguir, os clubes que mais participaram da Divisão de Acesso do Campeonato Goiano (de 1959 a 2024):
Em negrito os participantes da edição de 2024.
| Clube                                                                                                 | Participações | Temporadas                                                   | Títulos |
| --- | ------------- | ------------------------------------------------------------ | ------- |
| Goianésia                                                                                             | 24            | 1980, 1982–1983. 1985, 1987–1993, 1997–1999, 2002–2010, 2018 | 1       |
| América de Morrinhos                                                                                  | 21            | 1959, 1966, 1980–1982, 1984–1985, 1987, 1998–2004, 2014–2019 | 1       |
| Santa Helena                                                                                          | 17            | 1969, 1980–1986, 2008, 2012–2018, 2023–2024                  | 2       |
| CRAC                                                                                                  | 16            | 1965, 1980, 1982–1986, 1988–1992, 1999, 2001, 2003 e 2018    | 4       |
| Goiânia                                                                                               | 16            | 1998, 2004, 2006, 2008–2018, 2021–2022                       | 2       |
| Em caso de igualdade na quantidade, os clubes estão dispostos em ordem cronológica das participações. |               |                                                              |         |

### Campeões da1º Divisãoque participaram da 2º Divisão
Em negrito, os clubes participantes da edição atual (2025).
| Clube               | Participações na 2º Divisão                                                                          |
| CRAC                | 16 (1965, 1980, 1982, 1983, 1984, 1985, 1986, 1988, 1989, 1990, 1991, 1992, 1999, 2001, 2003 e 2018) |
| Goiânia             | 16 (1998, 2004, 2006, 2008, 2009, 2010, 2011, 2012, 2013, 2014, 2015, 2016, 2017, 2018, 2021 e 2022) |
| Goiatuba            | 11 (1982, 1983, 1984, 1997, 1999, 2000, 2001, 2007, 2008, 2021 e 2023)                               |
| Anápolis            | 10 (1990, 1999, 2002, 2006, 2007, 2010, 2011, 2012, 2015 e 2019)                                     |
| Itumbiara           | 9 (1991, 1999, 2001, 2002, 2003, 2011, 2014, 2020 e 2022)                                            |
| Grêmio Anápolis     | 8 (1999, 2000, 2007, 2012, 2016, 2017, 2024 e 2025)                                                  |
| Atlético Goianiense | 3 (2000, 2004 e 2005)                                                                                |
| Vila Nova           | 2 (2000 e 2015)                                                                                      |

## Artilheiros
| Ano  | Artilheiro             | Clube                               | Gols         |
| ---- | ---------------------- | ----------------------------------- | ------------ |
| 1959 | Tico                   | Goianás (Nova Veneza)               | 10           |
| 1960 | Sem registro           | Sem registro                        | Sem registro |
| 1961 | Debrail                | Santa Rita (Goiânia)                | 10           |
| 1964 | Sem registro           | Sem registro                        | Sem registro |
| 1965 | Sem registro           | Sem registro                        | Sem registro |
| 1966 | Brandão                | Ceres (Ceres)                       | 11           |
| 1967 | Sem registro           | Sem registro                        | Sem registro |
| 1968 | Sem registro           | Sem registro                        | Sem registro |
| 1969 | Sem registro           | Sem registro                        | Sem registro |
| 1980 | Sem registro           | Sem registro                        | Sem registro |
| 1981 | Sem registro           | Sem registro                        | Sem registro |
| 1982 | Sem registro           | Sem registro                        | Sem registro |
| 1983 | Caiaba                 | Ceres (Ceres)                       | 9            |
| 1983 | Carlinhos              | Santa Helena (Santa Helena)         | 9            |
| 1983 | Cleiber                | Goianésia (Goianésia)               | 9            |
| 1984 | Sem registro           | Sem registro                        | Sem registro |
| 1985 | Sem registro           | Sem registro                        | Sem registro |
| 1986 | Sem registro           | Sem registro                        | Sem registro |
| 1987 | Sem registro           | Sem registro                        | Sem registro |
| 1988 | Sem registro           | Sem registro                        | Sem registro |
| 1989 | Rinaldo                | Jataiense (Jataí)                   | 6            |
| 1989 | Coutinho               | Goianésia (Goianésia)               | 6            |
| 1990 | Danilo                 | Piracanjuba (Piracanjuba)           | 8            |
| 1990 | Fião                   | CRAC (Catalão)                      | 8            |
| 1991 | Sem registro           | Sem registro                        | Sem registro |
| 1992 | Marcelo Batista        | Inhumas (Inhumas )                  | 11           |
| 1993 | Sem registro           | Sem registro                        | Sem registro |
| 1994 | Sem registro           | Sem registro                        | Sem registro |
| 1995 | Sem registro           | Sem registro                        | Sem registro |
| 1996 | Sem registro           | Sem registro                        | Sem registro |
| 1997 | Sem registro           | Sem registro                        | Sem registro |
| 1998 | Bujura                 | Goiânia (Goiânia)                   | 10           |
| 1999 | Zé Carlos Nunes        | União Inhumas (Inhumas)             | 14           |
| 2000 | Anderson               | Vila Nova (Goiânia)                 | 15           |
| 2001 | Paulo César Jabuticaba | CRAC (Catalão)                      | 15           |
| 2001 | Wellington Dias        | CRAC (Catalão)                      | 15           |
| 2002 | Valdiran               | Anápolis (Anápolis)                 | 10           |
| 2003 | Rômulo                 | CRAC (Catalão)                      | 20           |
| 2004 | Dequinha               | Aparecidense (Aparecida de Goiânia) | 10           |
| 2005 | Fabinho                | Atlético Goianiense (Goiânia)       | 13           |
| 2006 | Dirceu                 | Goiânia (Goiânia)                   | 12           |
| 2007 | Luiz Ricardo           | Anápolis (Anápolis)                 | 11           |
| 2008 | João Pedro             | Itauçu (Itauçu)                     | 10           |
| 2009 | Boca                   | Canedense (Senador Canedo)          | 11           |
| 2010 | Nonato                 | Goianésia (Goianésia)               | 16           |
| 2011 | Nonato                 | Mineiros (Mineiros)                 | 15           |
| 2012 | Éder                   | Santa Helena (Santa Helena)         | 12           |
| 2013 | Xuxa                   | Santa Helena (Santa Helena)         | 14           |
| 2014 | Rafael Santiago        | Rio Verde (Rio Verde)               | 11           |
| 2014 | Moisés                 | Itumbiara (Itumbiara)               | 11           |
| 2015 | Frontini               | Vila Nova (Goiânia)                 | 14           |
| 2016 | Vanilson               | Novo Horizonte (Ipameri)            | 6            |
| 2016 | Aleílson               | Rio Verde (Rio Verde)               | 6            |
| 2017 | Nonato                 | Anapolina (Anápolis)                | 11           |
| 2018 | Nonato                 | Goianésia (Goianésia)               | 9            |
| 2019 | Dimba                  | Aparecida (Aparecida de Goiânia)    | 8            |
| 2020 | Wallace                | Itumbiara (Itumbiara)               | 4            |
| 2020 | Dimba                  | Inhumas (Inhumas)                   | 4            |
| 2020 | Marcus Silva           | Inhumas (Inhumas)                   | 4            |
| 2021 | Sávio                  | Anapolina (Anápolis)                | 5            |
| 2022 | Assuério               | Aparecida (Aparecida de Goiânia)    | 7            |
| 2023 | Vintecinco             | Centro Oeste (Senador Canedo)       | 8            |
| 2024 | Xilu                   | Anapolina (Anápolis)                | 6            |

## Maiores públicos
Estes são os dez maiores públicos (registrados) pagantes da história da 2ª Divisão:
| Nº | Público | Mandante  | Placar | Visitante   | Estádio       | Data          | Ano  | Ref.   |
| -- | ------- | --------- | ------ | ----------- | ------------- | ------------- | ---- | ------ |
| 1  | 12 999  | Vila Nova | 6–0    | Goiânia     | Serra Dourada | 2 de maio     | 2015 | [ 6 ]  |
| 2  | 10 083  | Itumbiara | 2–1    | Canedense   | JK            | 6 de julho    | 2011 | [ 7 ]  |
| 2  | 10 083  | Itumbiara | 3–1    | Jataiense   | JK            | 4 de agosto   | 2011 | [ 8 ]  |
| 4  | 10 082  | Itumbiara | 2–1    | Rio Verde   | JK            | 2 de julho    | 2011 | [ 9 ]  |
| 5  | 10 078  | Itumbiara | 1–0    | Goiânia     | JK            | 24 de julho   | 2011 | [ 10 ] |
| 6  | 10 046  | Itumbiara | 1–0    | Anápolis    | JK            | 14 de agosto  | 2011 | [ 11 ] |
| 7  | 10 000  | Itumbiara | 4–3    | Rioverdense | Gilmar Alves  | 15 de junho   | 2011 | [ 12 ] |
| 7  | 10 000  | Itumbiara | 3–1    | Iporá       | Gilmar Alves  | 26 de junho   | 2011 | [ 13 ] |
| 7  | 10 000  | Itumbiara | 1–0    | Rio Verde   | JK            | 24 de agosto  | 2011 | [ 14 ] |
| 7  | 10 000  | Itumbiara | 1–1    | Mineiros    | JK            | 7 de setembro | 2011 | [ 15 ] |

## Maiores goleadas
Estas são as onze maiores goleadas da história da 2ª Divisão:
| Nº | Mandante           | Placar | Visitante              | Estádio                | Data           | Ano  | Ref.   |
| -- | ------------------ | ------ | ---------------------- | ---------------------- | -------------- | ---- | ------ |
| 1  | Goiânia            | 10–0   | América de Morrinhos   | Olímpico               | 10 de junho    | 2004 | [ 16 ] |
| 2  | Rio Verde          | 9–0    | Ceres                  | Mozart Veloso do Carmo | 26 de setembro | 1982 | [ 17 ] |
| 2  | Monte Cristo       | 9–0    | Novo Horizonte         | Serra Dourada          | 24 de julho    | 1983 | [ 18 ] |
| 2  | São Luís           | 9–0    | Monte Cristo           | Sem registro           | 6 de outubro   | 1996 | [ 19 ] |
| 2  | Inhumas            | 9–0    | Rio Verde              | Zico Brandão           | 22 de novembro | 2020 | [ 20 ] |
| 3  | Goianésia          | 9–1    | Umuarama               | Sem registro           | 1 de junho     | 1997 | [ 21 ] |
| 3  | Goiânia            | 9–1    | Iporá                  | Serrinha               | 1 de novembro  | 2006 | [ 22 ] |
| 4  | Goiás de Itumbiara | 8–0    | América de Morrinhos   | Do Goiazinho           | 4 de setembro  | 1966 | [ 23 ] |
| 4  | Goiatuba           | 8–0    | Ceres                  | Sem registro           | 24 de outubro  | 1982 | [ 24 ] |
| 4  | Monte Cristo       | 0–8    | CRAC                   | Sem registro           | 14 de outubro  | 1990 | [ 25 ] |
| 4  | Monte Cristo       | 0–8    | Grêmio Buritialegrense | Sem registro           | 18 de dezembro | 1994 | [ 26 ] |

## Promoção e rebaixamento
| Ano | Rebaixados da Primeira Divisão                                    |                   | Promovidos para a Primeira Divisão |
| 1959 | América de Morrinhos Ferroviário Goianás Santa Rita Sírio Libanês | Ferroviário       |                                    |
| 1960 | —                                                                 | —                 |                                    |
| 1961 | —                                                                 | —                 |                                    |
| 1964 | São Luís                                                          | Riachuelo         |                                    |
| 1965 | Campinas Ferroviário Riachuelo                                    | CRAC              |                                    |
| 1966 | Botafogo de Buriti                                                | Ceres             |                                    |
| 1967 | Ceres                                                             | Nacional          |                                    |
| 1968 | Nacional                                                          | Ceres             |                                    |
| 1969 | Anapolina                                                         | Rio Verde         |                                    |
| 1980 | —                                                                 | CRAC Monte Cristo |                                    |
| 1981 | —                                                                 | Nacional          |                                    |
| 1982 | CRAC Goiatuba Monte Cristo Nacional Rio Verde                     | Rio Verde         |                                    |
| Os rebaixados e promovidos por ano estão dispostos em ordem alfabética e não pela ordem de classificação, a não ser em casos extracampo. |                                                                   |                   |                                    |